# Lukaskirche (Kerpen)
Die Lukaskirche in Brüggen an der Erft ist eine der frühen evangelischen Kirchen neuerer Zeit im Rheinischen Braunkohlerevier.

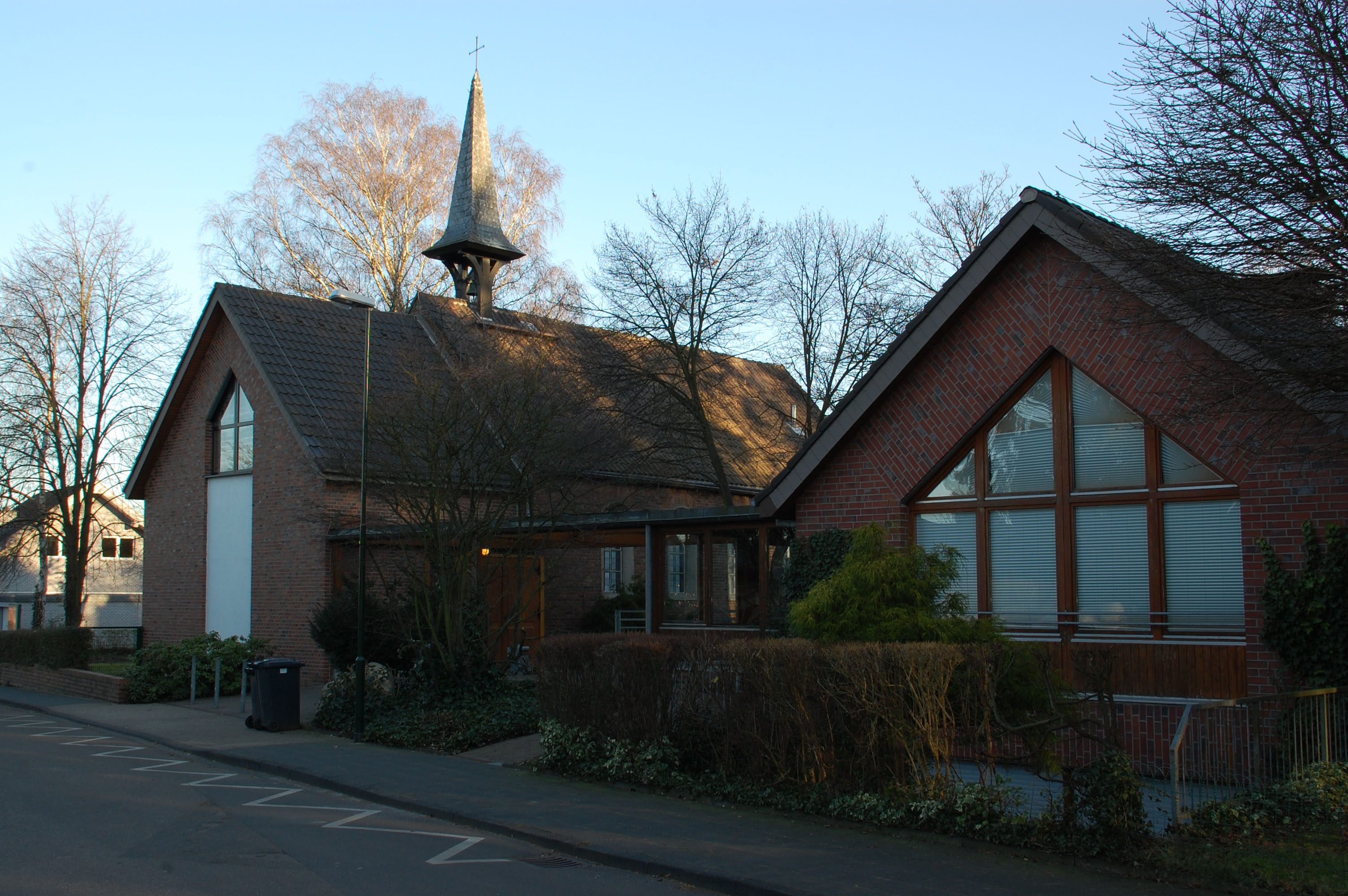
Lukaskirche

## Geschichte
Das bis zur Franzosenzeit zu Kurköln gehörige Brüggen war als vom Erzbischof abhängig ursprünglich rein katholisch. Die wenigen in der preußischen Zeit hinzugekommenen Protestanten wurden von der Evangelischen Kirche und Gemeinde Frechen betreut, die zum toleranteren Herzogtum Jülich gehört hatte. Ab 1854 gab es für weniger als 50 Evangelische in Kerpen eine erste kleine Kirche, die Johanneskirche die kurze Zeit von einem eigenen Vikar betreut wurde. In Horrem lebten 1908 bereits 149 Evangelische (in Kerpen blieb es bei etwa 50). 1925 wurde in Horrem ein Betsaal eingeweiht. Am 1. Januar 1928 bildete sich die evangelische Kirchengemeinde Horrem mit dem Gemeindebezirken Kerpen und Brüggen, anfangs noch mit Frechen durch ein gemeinsames Pfarramt verbunden. In Brüggen mit Türnich und Balkhausen stieg die Anzahl der Evangelischen durch den Zuzug von Arbeitskräften im Braunkohlebergbau zwischen 1908 und 1933 von 170 auf 358 (für die gesamte Kirchengemeinde Kerpen-Horrem waren es 1012), sodass auch hier der Wunsch nach einer Kirche aufkam. Gottesdienst wurde vormittags in Horrem und nachmittags abwechselnd in Kerpen und Brüggen gehalten. Nach dem Kirchbau wurde für Brüggen eine eigene Kirchengemeinde gebildet, die dann bedingt durch den Kirchenkampf und den Zweiten Weltkrieg erst zum 1. Juli 1949 mit einer eigenen Pfarrstelle von Frechen unabhängig wurde. Sie umfasste die Ortschaften Brüggen, Balkhausen, Türnich, Mödrath, Kerpen, Blatzheim (mit Bergerhausen) und Niederbolheim. 1969 wurde der Bezirk Kierdorf eingemeindet, der bis dahin zur Kirchengemeinde Liblar gehörte. Am 1. Januar 1974 wurde die Kirchengemeinde Kerpen gegründet und die Gemeindebezirke Kerpen, Blatzheim, Bergerhausen und Niederbolheim ausgepfarrt. Die Kirchengemeinde gehört zum Kirchenkreis Köln-Süd der Evangelischen Kirche im Rheinland.

## Baugeschichte
1935 gründeten 43 Gemeindeglieder den „Evangelischen Kirchbauverein e. V. zu Brüggen-Erft“ unter Vorsitz von Fritz Benninghoff (* 1886), leitender Angestellter der Brüggener Grube Hubertus, Presbyter der Kirchengemeinde Horrem für den Bezirk Brüggen. Der Verein erhielt von den umliegenden Werken: Grube Hubertus, Rheinische AG für Braunkohlebergbau und Brikettfabrikation, Grube Louise, Roddergrube, dem Unternehmer Victor Rolff sowie von Privatpersonen bis 1937 13.750 Reichsmark. Das Grundstück stiftete Victor Rolff. Nach den Plänen des Kölner Architekten Heinrich Benoit wurde der Bau am 5. Mai 1937 begonnen, nach zwölf Wochen Richtfest gefeiert und am 14. November 1937 die Kirche im Beisein des Generalsuperintendenten der Rheinprovinz, Ernst Stoltenhoff, eingeweiht. Die Baukosten betrugen einschließlich der Einrichtung 16.307 Mark.
Am 4. März 1939 stiftete Generalfeldmarschall August von Mackensen, preußischer Staatsrat, auf Vermittlung des in Brüggen ansässigen Bergdirektors Dr. Hans Kersting, ebenfalls Presbyter der Kirchengemeinde Horrem, der Kirche eine Rudolf-Schäfer-Bibel mit einer Widmung aus dem Lukasevangelium. Deswegen wurde die Kirche nach der Erweiterung am 15. Oktober 1986 „Lukaskirche“ genannt. 1944 wurde die Kirche durch Bomben schwer beschädigt. In der Zeit bis zum Wiederaufbau kam die Gemeinde im Gemeindezentrum der katholischen Gemeinde unter.

## Beschreibung
Die Kirche ist ein einfaches einschiffiges Gebäude mit einem Glocken-Dachreiter auf dem steilen Dach. An den Längsseiten sind je vier hohe mit einem Rundbogen abgeschlossene Fenster. Im Chorbereich ist seitlich eine Sakristei unter einem heruntergezogenen Dach. Der Eingang war ursprünglich in einem Vorbau unter einem Vordach an der Straßenfront.
Die Kirche wurde mehrfach erweitert, zuerst im durch Stufen abgesetzten Chorbereich. 1978 entstand neben der Kirche ein Gemeindezentrum, das 1986 erweitert wurde. Ebenso wurde die Kirche zur Straße hin unter einem gering niedrigeren Dach erweitert und mit einem hohen Fenster versehen. Der Eingang wurde in diesem Anbau auf die rechte Seite zum Gemeindezentrum hin gelegt. 2008 wurde die Kirche umfassend renoviert, dabei wurde das Frontfenster verkleinert und auf den Giebel beschränkt. Hier entstand Platz für die ebenerdige Aufstellung einer Orgel, die ein nicht mehr reparierbares Vorgängerinstrument ersetzte.

## Orgel
2008 schaffte sich die Gemeinde eine „neue alte“ romantische viktorianische Summers & Barnes Orgel mit 18 Registern und zwei Manualen und Pedal an, die von 1898 bis 1998 in einer damals entwidmeten Methodist Church in englischen Leicester stand. Sie wurde von der Kölner Firma Willi Peter  restauriert.
| I Great Organ C–g3 |    |
| Open Diapason      | 8′ |
| Dulciana           | 8′ |
| Hohlflöte          | 8′ |
| Principal          | 4′ |
| Harmonic Flute     | 4′ |
| Flautina           | 2′ |
| Clarionet          | 8′ |

| II Swell Organ C–g3 |    |
| Open Diapason       | 8′ |
| Salicional          | 8′ |
| Gedact              | 8′ |
| Voix Celeste        | 8′ |
| Gemshorn            | 4′ |
| Mixture II          |    |
| Cornopean           | 8′ |
| Oboe                | 8′ |
| Tremulant           |    |

| Pedal Organ C–f1 |     |
| Open Diapason    | 16′ |
| Bourdon          | 16′ |
| Bassflute        | 8′  |

- Koppeln: II/I, II/II (Suboktavkoppel), I/P, II/P.